# Спес
Спес (V век) — святой епископ Сполето. День памяти — 23 ноября.
Святой Спес упоминается в «Диалогах» святителя Григория Великого.
Согласно эпитафии, обнаруженной в Сполето, в храме Святого Петра, Спес оставался епископом 32 года: с 420 по 452 год.
У святого Спеса была дочь по имени Кальвеция (Calvezia), которая вела благочестивую жизнь, приняла обет целомудрия и продолжила в VI веке дело отца, ведя отшельническую жизнь на горе в Монтелуко.